# Das ist Walter (sastav)
Das ist Walter bosanskohercegovački je rock sastav iz Sarajeva.

## Povijest
Osnovan je 2013. godine. Iste je godine objavio prvi singl "Kao svi". Tijekom 2014. godine objavio je singlove "Ovdje nema zakona" i "Balkan". Uz koncert u sarajevskom klubu AG održao je nekolicinu klupskih nastupa diljem BiH. Sredinom 2015. godine nastavlja s radom i počinje snimati prvi album, a u rujnu iste godine nastupa na Antifa festivalu u Mostaru, na kojem predstavljaju pjesme koje će se naći na spomenutom albumu. 
Godine 2016. objavio je svoj debitantski album, Ili si neko ili si lud, na njemu spajajući žanrove punka, rocka, garage rocka, alternativnog rocka i progresivnog metala. Tekstovi pjesama na materinjem su jeziku, a njihove teme bave se društvenom svakodnevicom. Na prvom albumu nalazi se devet pjesama, a za pjesme "Ovo je mrak" i "Ne želim stati" koje su se pojavile na njemu bili su snimljeni i glazbeni spotovi. Godine 2017. godine objavljuje singl "Kao da sam".  
Godine 2019. godine potpisao je ugovor s diskografskom kućom RNR Records i trenutno snima svoj drugi album.

## Članovi

### Sadašnji članovi
- Adel Džananović – vokali
- Armin Subašić – bas-gitara, prateći vokali
- Nedim Baltić – bubnjevi

## Diskografija
Studijski albumi
- Ili si neko ili si lud (2016.)

## Vanjski poveznice
- Das Ist Walter - Facebook
- Das Ist Walter - YouTube